# Parapleurocryptella elasmonoti
Parapleurocryptella elasmonoti är en kräftdjursart som beskrevs av M. Bourdon1972. Parapleurocryptella elasmonoti ingår i släktet Parapleurocryptella och familjen Bopyridae. Inga underarter finns listade i Catalogue of Life.